# Compte d'épargne défiscalisé
 (août 2009).
Si vous disposez d'ouvrages ou d'articles de référence ou si vous connaissez des sites web de qualité traitant du thème abordé ici, merci de compléter l'article en donnant les références utiles à sa vérifiabilité et en les liant à la section « Notes et références ».
Un compte d'épargne défiscalisé est un compte bancaire défiscalisé en Belgique.

## Calcul des intérêts
Depuis le 1er avril 2009, la réglementation sur les comptes d'épargne défiscalisé a été modifié par le législateur. Dans le but de rendre plus simple la comparaison entre les différentes offres.
Il n'existe dès lors plus qu'un taux de base et une prime de fidélité.

### Taux de base
Le taux de base est de maximum 3,00 % ou le taux de appliqué par la banque centrale européenne pour ses refinancements de base le dix du mois précédant le semestre calendrier en cours ; soit le taux de la banque centrale européenne au 10 décembre ou au 10 juin de l'année en cours.

### Prime de fidélité
La prime de fidélité est d'application dans un des deux cas suivant : soit l'argent reste en banque pendant une période de 12 mois consécutif, soit l'argent reste en banque pendant une période de 11 mois consécutif sur une même année civile.
Cette prime de fidélité est comprise entre 25,00 % et 50,00 % du taux de base. Elle est valable pour de les anciens et nouveaux avoirs sur ce compte bancaire.
Dans la situation avant le 1er avril 2009, un retrait se faisait toujours en LIFO (Last In First Out) et donc annéantissait partiellement ou totalement une somme qui n'avait pas atteint ses 12 mois de fidélité. Après le 1er avril 2009, tout retrait se fait sur les montants qui sont les moins avancés pour le calcul de la prime de fidélité et donc est beaucoup plus favorable au consommateur.

### Exonération du précompte mobilier
L'intérêt de ce compte d'épargne défiscalisé repose dans ce point. Aucune taxe (précompte mobilier) n'est prélevé tant qu'il ne dépasse pas le niveau légal. Ce niveau étant indexé chaque année :
| Revenus de l'année 2009 et de l'année 2010 | 1 730 € |
| Revenus de l'année 2011                    | 1 770 € |
| Revenus de l'année 2012                    | 1 830 € |

### Exemple

#### Situation
Monsieur Dupond a un compte bancaire défiscalisé au sein d'une institution qui exerce en Belgique. En 2009, il dispose d'un capital de 10 000 €, qu'il place sur un compte dé fiscalité dans la banque X. Ce compte ayant les caractéristiques suivantes :
- taux de base : 4,00 %,
- prime de fidélité : 1,00 %.

Monsieur Dupond laisse son argent pendant 12 mois.

#### Intérêts
Étant donné que l'argent reste pendant une période de 12 mois consécutif sur le compte en banque, en plus de son taux de base de 4,00 %, se rajoute la prime de fidélité de 1,00 %.
4,00 % (taux de base) + 1,00 % (prime de fidélité) = 5,00 % (taux d'intérêt pour les 12 mois)
10 000,00 € * 5,00 % = 500,00 €
Étant donné que les intérêts de 500,00 € sont inférieurs aux 1 730 € pour l'exonération fiscale, aucun précompte mobilier de 15,00 % ne sera prélevé.
Au bout de ces 12 mois, en laissant son argent sur son compte bancaire défiscalisé, il aura reçu un intérêt de 500,00 €. Son capital passant de 10 000,00 € à 10 500,00 €, il aura augmenté de 5,00 %.